# 折口良乃
折口 良乃（おりぐち よしの）は日本のライトノベル作家。神奈川県大和市出身。
2009年にライトノベル、『九罰の悪魔召喚術』を電撃文庫から刊行しデビュー。2010年には他作家との共同ペンネーム・越前魔太郎名義でも執筆した。電撃文庫の他に2013年に講談社BOX、2015年にメディアワークス文庫、2016年にダッシュエックス文庫からライトノベルを刊行している。

## 人物
『デュアル・イレイザー』1巻刊行時のインタビューでは高校生時代に影響を受けた作家・作品として、奈須きのこの『空の境界』を挙げた。
また、当時のインタビューでは注目している作家に相生生音、熱中していたものに『スマイルプリキュア!』、熱中していたゲームに『マージャン★ドリームクラブ』などを挙げていた。
集英社ダッシュエックス文庫編集部のブログによると、ケンタウロスやラミア等に代表される亜人種の女性、通称「モンスター娘」に嗜好があると書かれており、
本人も『モンスター娘のお医者さん』は『モンスター娘のいる日常』や『モン娘☆は〜れむ』といった亜人種の女性が活躍する作品を視聴したり、プレイしながら書きあげたと語っている。

## 作品リスト

### オリジナル作品
- 九罰の悪魔召喚術（2009年5月 - 2011年6月 電撃文庫 全4巻）イラスト:戌角柾
- 死想図書館のリヴル・ブランシェ（2010年4月 - 2012年3月 電撃文庫 全5巻）イラスト:KeG
- 魔界探偵 冥王星O ペインのP（2010年6月 メディアワークス文庫）- 越前魔太郎名義
- デュアル・イレイザー（2012年5月 - 2013年4月 電撃文庫 全3巻）イラスト:黒銀
- シスターサキュバスは懺悔しない（2012年12月 - 電撃文庫 既刊3巻）イラスト:KeG
- 百殺目の恋（2013年12月 講談社BOX）イラスト：板垣伸
- 汐汲坂のカフェ・ルナール（2014年5月 メディアワークス文庫）イラスト：ぜろきち
- 探偵事務所ANSWER（2015年1月 - メディアワークス文庫 既刊2巻）イラスト：ほんわ
- モンスター娘のお医者さん（2016年6月 - 2022年3月 ダッシュエックス文庫 全10巻＋前日譚1巻）イラスト：Zトン
- モンスター娘ハンター 〜すべてのモン娘はぼくの嫁!〜（2019年6月 - 電撃文庫 既刊2巻）イラスト：W18
- 女怪人さんは通い妻（2022年12月 ダッシュエックス文庫 既刊2巻）イラスト：Zトン
- ドラゴンギャルのネイリスト（2024年9月 ダッシュエックス文庫）イラスト：こむぴ
- 俺の幼馴染がデッッッッかくなりすぎた（2024年11月 電撃文庫）イラスト：ろうか

### ノベライズ
- モンスター娘のいる日常 もんすたーがーる・はろーわーく（2020年8月 RYU NOVELS）- 原作：オカヤド